# Phyllanthus coursii
Phyllanthus coursii är en emblikaväxtart som beskrevs av Jacques Désiré Leandri. Phyllanthus coursii ingår i släktet Phyllanthus och familjen emblikaväxter. Inga underarter finns listade i Catalogue of Life.